# 잠실제1수영장
잠실 제1수영장(蠶室第1水泳場)은 서울특별시 송파구 잠실동 서울종합운동장 내에 있는 수영 시설이다. 1977년에 착공하여 1980년에 완공하였다. 1988년 하계 올림픽에서는 수영, 다이빙, 수구 경기가 진행되었다.

## 주요 경기
- 1986년 아시안 게임 경영 · 다이빙 · 수구 (1986)
- 1988년 하계 올림픽 다이빙 · 수구 결승 (1988)
- 서울시 교육감사배 수영대회
- 핀수영대회
- MBC배 수영대회
- 서울시 남녀 종별 수영대회
- 서울시장배 수영대회 (이상 2001.)